# Danyel Smith
Danyel Smith (nacida el 23 de junio de 1965) es una editora y periodista estadounidense. Ella escribió una historia de mujeres afroestadounidenses en la música pop. También fue editora de Billboard y la primera editora afroestadounidense de la revista. Además, es la ex directora de contenido de Vibe Media Group y exeditor en jefe de Vibe y vibe.com.
Entre otros medios, ella ha escrito para Elle, Time, Cosmopolitan, Essence, The Village Voice, The New Yorker, CNN, Rolling Stone, Condé Nast Publications, Ebony y NPR.